# Xã Virginia, Quận Coshocton, Ohio
Xã Virginia (tiếng Anh: Virginia Township) là một xã thuộc quận Coshocton, tiểu bang Ohio, Hoa Kỳ. Năm 2010, dân số của xã này là 596 người.